# Deun
Een deun (of deuntje; het woord komt waarschijnlijk van het Middelhoogduitse dōn) is een aanduiding voor een eenvoudige, nogal triviale melodie, die gemakkelijk te onthouden is.
Een bekend voorbeeld van zo'n wijsje is de Vlooienmars.
Een deun die makkelijk in het gehoor ligt, wordt veelvuldig in reclamespotjes gebruikt, vanwege de herkenbaarheid. Doordat de deun snel inslijt, wordt gehoopt dat de betreffende reclame via associatie ook blijft hangen.